# Жан V (граф Арманьяк)
Жан V (фр. Jean V d'Armagnac; 1420 — 6 березня 1473) — граф Араманьяк, Фезансак, Родез в 1450—1473 роках. За його правління графство зазнало занепаду та опинилося під владою французької корони.

## Життєпис
Походив з Дому Фезансаге (Другий Дім Арманьяк). Старший син Жана IV, графа Арманьяка, Фезансака, Родез, і Ізабели Наваррської. Народився 1420 року. Виріс при французькому королівському дворі. Отримав в апанаж віконство Ломань. У 1439 році брав участь у боротьбі проти англійців в Гієні та Гасконі. У 1440 році був на боці короля під час Прагерії. 
1445 року після арешту батька втік до Кастилії. У 1448 році після звільнення Жана IV повернувся до Франції. До 1450 року воював в Нормандії. Після смерті батька успадкував усі його володіння, окрім Лектура, Гурдона і Катр Шатейєрі, де залишилися королівські залоги. У 1451 році після звільнення Гієні від англійців, де відзначився Жан V, він повернув усі міста в Гасконі. 1452 року вимушений був підписати угоду, за якою в разі смерті без спадкоємців його володіння переходили до французької корони.
Невдовзі знову став титулуватися графом милістю божою. Уклав союз з Гастоном IV, графом Фуа, з яким планував завоювати графство Комменж. У 1454 році виступив проти нового архієпископа Ошу Філіппа II де Леві, оскільки мав іншу кандидатуру — Жана де Лектена. Натомість останній поскаржився папі римському Миколаю V. 
Водночас стосунки з останнім погіршилися через бажання Жана V оженитися на власній сестрі Ізабелі. З нею граф мав тривалий інтимний зв'язок. Папа римський відлучив їх обох від церкви. Втім Жан V змусив свого капелана влаштувати весільну церемонію з Ізабелою. Після цього Миколай V вдруге відлучив Жана і Ізабели від церкви. Тому Карл VII, король Франції, відправив дві армії на чолі із Антуаном де Шабанном, графом Даммартен, що зайняв графство Родез, та Жаном II, герцогом Бурбоном, який увійшов до Гасконі. 
Жан V був обложений в Лектурі, але зрештою разом з сестрою через підземний хід втік до Іспанії. Укривши сестру в Валенсії, він повертається до Франції і в долині Ор в Піренеях намагається вести партизанську боротьбу. Деякий час успішної бореться із супротивником, але зрештою у 1455 році вимушений відступити до Арагону.
У 1457 році він погоджується постати перед Паризьким парламентом. Вів клопотання про розгляд його справи судом перів, але в цьому йому було 1458 року відмовлено. Після цього він біжить до Фландрії, але Філіп III Добрий, герцог Бургундії, відмовляє йому в притулку, тому перебирається до Женапе, де в той час мешкав дофін Людовик.
Отримавши на руки повне прощення від папи римського Калікста III, граф Арманьяк відправляється до Риму, щоб просити папу римського замирити його з королем. У Римі з'ясовується, що прощення, за яке були викладені величезні гроші, - несправжнє, оскільки під час хвороби Калікст III підписав відпущення гріхів 4-го ступеню, яке було перероблено на відпущення 1-го ступеню. Зрештою в травні 1460 року Жану V вдалося отримати у папи римського Пія II. 13 травня 1460 року Паризький парламент визнав Жана V винним в образі величності, інцесті, заколоті, непокорі королю і правосуддю, і, через неявку до суду, заочно засудив його до вічного вигнання і оголосив конфіскацію всіх його володінь. Тому перебирається до Барселони.
1461 року після смерті французького короля Карла VII отримує прощення від нового короля Людовика IX. Невдовзі виконує дипломатичне завдання в Арагонському королівстві. 1463 році вступив у конфлікт з королівськими чиновниками в Руергу. 
У 1464 році спочатку перебуваючи на боці короля у боротьбі проти Ліги суспільного добра невдовзі підтримав Жака д'Арманьяка, герцога Немура, члена Ліги. Це незважаючи на підсумковий мир з Людовиком XI в Конфлані, Жан V зіпсував стосунки з королем, який став з недовірою ставитися до графа Арманьяка. У 1467 році Жан V не Карла I, герцога Бургундії, та Карла II, герцога Беррійського, приєднавшись до королівського війська. 1468 року планував рушити для звільнення Людовика XI, якого захопив бургундський герцог. Втім у 1469 році, що продовжував підозрювати графа Арманьяка у змові, звинуватив того у зносинах з Англією та відправив військо до Гієні. В цей час Жан V, що пошлюбив представницю Дому Фуа, зміцнився в Лектурі. Втім не зміг витримати облоги та втік до Кастилії.
1470 року його засуджено до конфіскації володінь. Але того ж року Карл Беррійський, що отримав герцогство Гієнь повертає усі графства та віконства Жану V. 1472 року після смерті Карла II становище Жана V знову погіршилося. Через декілька місяців він здався П'єру де Боже, що рушив на Арманьяк. Отримує від останнього глейт (охорону грамоту). Втім у жовтні того ж року, не отримавши підтвердження грамоти від короля, захоплює Лектур, де чинить опір до березня 1473 року. Отримує охоронну грамоту від короля. 6 березня королівська армія увійшла до Лектуру, але негайно солдати вбивають Жана V. Після цього його удову було запроторено до замку Бюзе-сюр-Тарн, де змусили випити зілля, що викликає викидень, щоб не залишилося жодного законного спадкоємця графства Арманьяк. Усі володіння було розділено між васалами короля, а графство Арманьяк перейшло до П'єра де Боже.

## Сім'я

### Дружина
- Іоанна Фуа (1454 — лютий 1476) — дочка графа Фуа та Бігорру Гастона IV і його дружини, королеви Наварри Елеонори І.

### Діти
1. Дитина (1473) — народилась мертвою.

#### Бастарди
- Від Ізабелли Арманьяк (1430/1433 — 1476) — рідна сестра Жана, їх зв'язок викликав скандал в християнському світі.

1. Іоанн (1450/1454 — 1516) — сеньйор Камбула. Одружений з 1407 на Іоанні де Ла Тур. Потомства не залишив.
2. Антуан (1450/1454 — ?) — одруженим не був, потомства не залишив.
3. Роза (Маскароза) (бл. 1454 — 1526) — дружина Гаспара II, сеньора Сен-Поля і Монбруна. Мала дочку Катерину[4], потомство якої живе понині.